# Робиньо
Робсън де Соуза (на португалски: Robson de Souza, на португалски се произнася най-близко до Робсон джи Соуза), известен като Робиньо (Robinho – Малкият Робсън), е бразилски футболист, нападател. Роден е на 19 февруари 1984 г. в Сау Висенти, Бразилия). Той е смятан за един от най-надеждните млади футболисти на бразилския национален отбор. Висок е 173 сантиметра. На 17 юни 2007 г. става шампион на Испания с Реал Мадрид.

## Кариера

### Сантош
През 2002 г., на възраст от седемнадесет, Робиньо подписа своя първи професионален договор със Сантош в Бразилия. Той изиграва 24 мача в дебютния си сезон и вкарва девет гола като Сантош печели 2002 Кампеонато Бразилеро. Той достига финала на КОПА Либертадорес 2003 със Сантош, но губи от Бока Хуниорс.
Неговата игра го привлича вниманието на много европейски клубове през лятото на 2004 г., но Робиньо остава в Сантош, след като бразилския клуб отхвърля всички оферти.
Робиньо вкарва само четири гола в осем мача от лигата, но неговата цена, въпреки това продължава да се увеличава и в края на годината, Сантош срещат все по-големи трудности да го задържат. През юли 2005 г., испанския колос Реал Мадрид подписва с Робиньо, плащайки сума равна на 60% от клаузите в договора му, принадлежащи на Сантош (€ 24 милиона).

## Реал Мадрид
Той играе в 37 мача и вкарва 14 гола в първия си сезон. В началото на кампанията 2006/07, Робиньо не е от полза на новия мениджър Фабио Капело и той прекарва голяма част от първите няколко месеца от сезона на пейката. След зимната пауза, Робиньо дава всичко от себе си за да влезе в стартовия състав. Той получава разрешение от ФИФА да пропусне КОПА Америка с Бразилия, така че Робиньо може да вземе участие в Мадрид на финал срещу Майорка на 18 юни 2007 г., когато столичани печелят с 3:1. Той допринася за спечелването на Ла Лига през сезон 2007/08.
На 1 септември 2008 г. Рамон Калдерон разкрива, че той е заплашил Робиньо, че може да напусне клуба, заявявайки, че причината за това е „поради мързел в човека.“

### Манчестър Сити
На 1 септември 2008 г. в последния ден на летния трансферен прозорец, за € 42,5 млн. евро (£ 32,5 м) преминава към Манчестър Сити със заплата около £ 160000 на седмица. Същите дни клуба е купен от арабска инвестиционна компания Абу Даби. Той е свързван с трансфер в Челси, и подчертава желанието си да играе за клуба от Лондон, в навечерието на трансфера. На 27 август, изпълнителеният директор на Челси Питър Киниън заявява: „че в клуба бяха уверени, че сделката ще се осъществи, и мадридчани са дали съгласието си играча да напусне.“
В интервю за „дъ Гардиан“, Робиньо заявява, че Сити е голям клуб и присъствието на приятелите му Жо и Елано били стимули за неговото присъединяване към състава на Сити. Той прави дебюта си за отбора и вкарва своя първи гол в Премиършип на 13 септември 2008 г., при победата с 3:1 над Челси. На 26 октомври, той вкара първия си хеттрик в Премиер Лига срещу Стоук Сити, Робиньо вкарва първия си гол за Купата на УЕФА в груповия етап при победа над Твенте с 3:2 на 6 ноември.
На 20 януари, Робиньо преждевременно напуска отбора на тренировъчен лагер в Тенерифе и се прибира в Бразилия, действие което по-късно е, описано от изпълнителния директор на Сити Гари Кук като „нарушаване на клубната дисциплина.“ Робиньо заявява „семейни причини“ за неговите действия и отрича нападките от мениджъра Марк Хюс. Седмица по-късно, той е бил арестуван и разпитан от полицията в Западен Йоркшир във връзка с предполагаемо сексуално нападение в нощен клуб Лийдс, а по-късно освободен под гаранция.

### Милан
След като преминава в Милан, прави два много силни сезона на върха на атаката заедно с Алешандре Пато и Златан Ибрахимович. През 2011 г. става шампион на Италия и носител на Суперкупата на Италия. Постенно формата му спада и все по често е оставян на резервната скамейка, преди да бъде отдаден под наем на Сантош през лятото на 2014 г.

## Отличия

### Отборни
Сантош
- Кампеонато Бразилейро Серия А (2): 2002, 2004
- Кампеонато Паулища (2): 2010, 2015
- Копа до Бразил: 2010

Реал Мадрид
- Ла лига (2): 2006/07, 2007/08
- Суперкопа де Еспаня: 2008

Милан
- Серия А: 2010/11
- Суперкопа Италиана: 2011

Гуанджоу Евъргранд
- Китайска суперлига: 2015

Атлетико Минейро
- Кампеонато Минейро: 2017

### Международни
Бразилия
- Купа на конфедерациите: 2005, 2009
- Копа Америка: 2007
- КОНКАКАФ Голд Къп: Сребро 2003
- Суперкласико де лас Америкас: 2014

### Индивидуални
- Южноамерикански отбор на годината: 2002, 2003, 2004[2]
- Бола де Прата: 2002, 2004, 2016
- Бола де Оуро: 2004
- Млад футболист на годината: 2005[3]
- Копа Америка: 2007 – Златна топка (Най-добър играч на турнира)
- Копа Америка: 2007 – Златна обувка (Голмайстор)
- Кампеонато Паулища Отбор на годината: 2015[4]
- Кампеонато Бразилейро Серия А Отбор на годината: 2016[5]